# Cowin Xuandu
La Cowin Xuandu è un'autovettura di tipo berlina prodotta dalla casa automobilistica cinese Cowin dal 2021.

## Descrizione
Presentata alla fine di luglio 2021, la Xuandu è una berlina compatta a tre volumi. Per svilupparla, la casa madre Chery è partita dalla la base tecnica e telaistisca dell'Arrizo 7 prodotto dal 2013 al 2018, modificandola e allungandola.
Come per gli altri modelli della Cowin, la Xuandu è stata sviluppata come modello low cost per il mercato autoctono cinese.
Il design anteriore della Xuandu si caratterizza per una fanaleria con proiettori squadrati, uniti da una sottile griglia frontale. Nella parte posteriore u fanali sono composti da una striscia luminosa rettangolare, che viene separata dal logo della Cowin. L'abitacolo presenta una plancia con cruscotto digitale da 3,5 o 7 pollici a seconda della versione e una consolle centrale rivolta verso il guidatore costituita da un display touch screen per la gestione del sistema multimediale da 10.25".
A spingere la vettura c'è un motore turbo benzina a quattro cilindri in linea da 1,5 litri montato in posizione traversale, che eroga 156 CV e 230 Nm di coppia, abbinato alla trazione anteriore ed ad una trasmissione con cambio manuale a 5 marce o un automatico CVT con 9 velocità.